# 232

## Události
Ostatky svatého Tomáše jsou převezeny z Indie do Oděsy.

## Hlavy států
- Papež – Poncián (230–235) + Hippolytus, vzdoropapež (217–235)
- Římská říše – Alexander Severus (222–235)
- Perská říše – Ardašír I. (224/226–240/241)
- Kušánská říše – Kaniška II. (230–247)
- Japonsko (region Jamataikoku) – královna Himiko (175–248)